# Borowszczyzna (Spławy)
Borowszczyzna – część wsi Spławy, położonej w województwie lubelskim, w powiecie lubelskim, w gminie Wysokie.
W latach 1975–1998 miejscowość należała administracyjnie do województwa zamojskiego.